# Трюмплер 10
Трюмплер 10 (Trumpler 10, C 0846-423) — рассеянное звёздное скопление в созвездии Парусов. Вероятно, скопление открыл Никола Луи де Лакайль в 1751—52 годах, поскольку положение данного скопления совпадает с положением объекта с номером II.6 в каталоге Лакайля. Официально скопление было открыто Джеймсом Данлопом (англ. J. Dunlop) в 1826 году и затем, независимо, обнаружено Робертом Трюмплером (англ. R. J. Trumpler) в 1903 году.
В рамках фотометрического исследования, проведённого в 1962 году, в скоплении были обнаружены 29 звёзд и определены 19 возможных звёзд скопления. Были получены оценки возраста скопления (30 миллионов лет) и расстояния до него (420 пк).

## Галерея

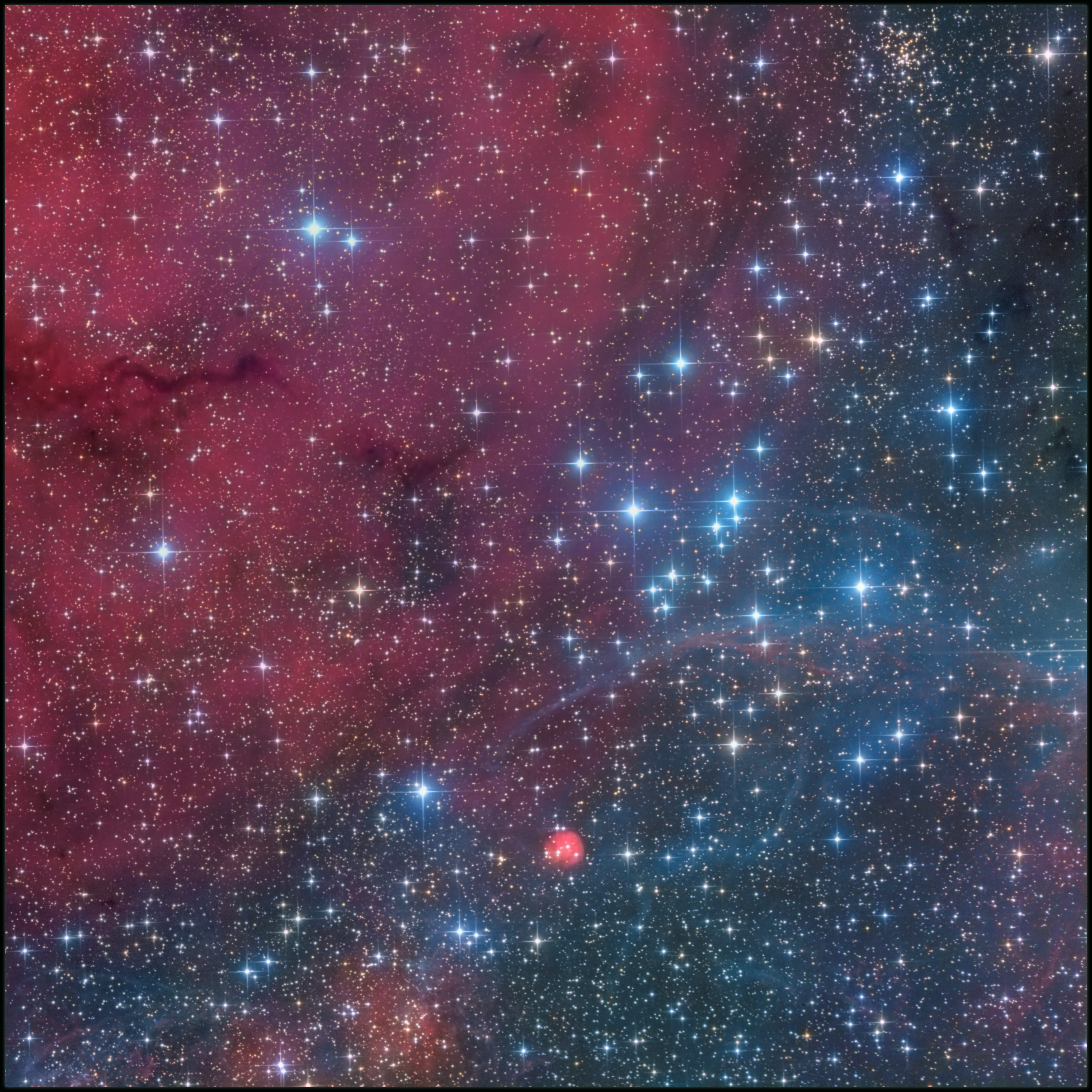
Рассеянное звёздное скопление Трюмплер 10 слева и его окрестности.